# Mike Biaggio
Pour les articles homonymes, voir Biaggio.
Miguel Ángel Olivares Biaggio (né à San Luis Potosí le 3 septembre 1977), également connu sous le nom Mike Biaggio, est un acteur et chanteur mexicain.

## Biographie
Biaggio a fait ses débuts dans la telenovela El Vuelo del águila de 1996 et est depuis apparu dans diverses autres telenovelas. Parmi ceux-ci, citons le Livre de la Vie, Corazones al límite, La Madrastra, Contra viento y marea, Rebelde, Muchachitas como tu, Querida Enemiga, Un gancho al corazon, Zacatillo, Un lugar en tu corazon et Amorcito Corazon et Bonita amor. Biaggio était également membre du groupe mexicain Mercurio.

## Télévision

### Telenovelas
- 1994 : El vuelo del águila (Televisa)
- 1998 : La mentira (Televisa) : Pepe
- 1998 : El privilegio de amar (Televisa) : Francisco "Pancho"
- 1998 : Soñadoras (Televisa) : Adolfo
- 2000 : Mi destino eres tú (Televisa) : César Bécker Rodríguez
- 2001 : El derecho de nacer (Televisa) : Dr. Alberto Limonta
- 2001 : El juego de la vida (Televisa 2001) : Antonio "Toño" Pacheco
- 2004 : Corazones al límite (Televisa) : Samuel Cisneros Castro
- 2005 : Contra viento y marea (Televisa) : Cuco
- 2005 : La Madrastra (Televisa) : Ángel San Román
- 2005 : El amor no tiene precio (Televisa) : Camilo Marín
- 2005 : Rebelde (Televisa) : Javier Alanís
- 2006 : Les Deux Visages d'Ana (Televisa) : Fabián Escudero
- 2007 : Muchachitas como tú (Televisa) : Rodrigo Suárez
- 2008 : Querida enemiga (Televisa) : Gonzalo "Chalo" Carrasco
- 2008-2009 : Un gancho al corazón (Televisa) : Cristian Bermúdez-Police
- 2010  : Zacatillo, un lugar en tu corazón (Televisa) : Fernando Galvez
- 2011-2012 : Amorcito corazón (Televisa) : Alfonso "Poncho" Armendáriz

### Séries
- Mujer, casos de la vida real (Televisa)
  - Un milagro (Televisa 2001)
  - Recompensa (Televisa 2001)
  - Días grises (Televisa 2004)